# Wiebengahal
De Wiebengahal is een voormalige fabriekshal in de Maastrichtse wijk Céramique en geldt als een voorbeeld van het nieuwe bouwen. Het is tevens een van de weinige gebouwen die herinneren aan het industriële verleden van de wijk. De hal is gelegen aan de Avenue Céramique, tussen het Bonnefantenmuseum en de Patio Sevilla.

## Geschiedenis
Het gebouw is in 1912 ontworpen door de architect-constructeur Jan Gerko Wiebenga in opdracht van de aardewerkfabriek Société Céramique en was bedoeld voor de productie van sanitair. Wiebenga was in die tijd net in dienst getreden bij het Bredase betonconstructiebedrijf Stulemeyer en Co. De hal was oorspronkelijk onderdeel van een groter complex van fabriekshallen, Division II genoemd, op het zuidwestelijk deel van het fabrieksterrein. Onderdeel van het complex was een bijzondere schoorsteen met waterreservoir.

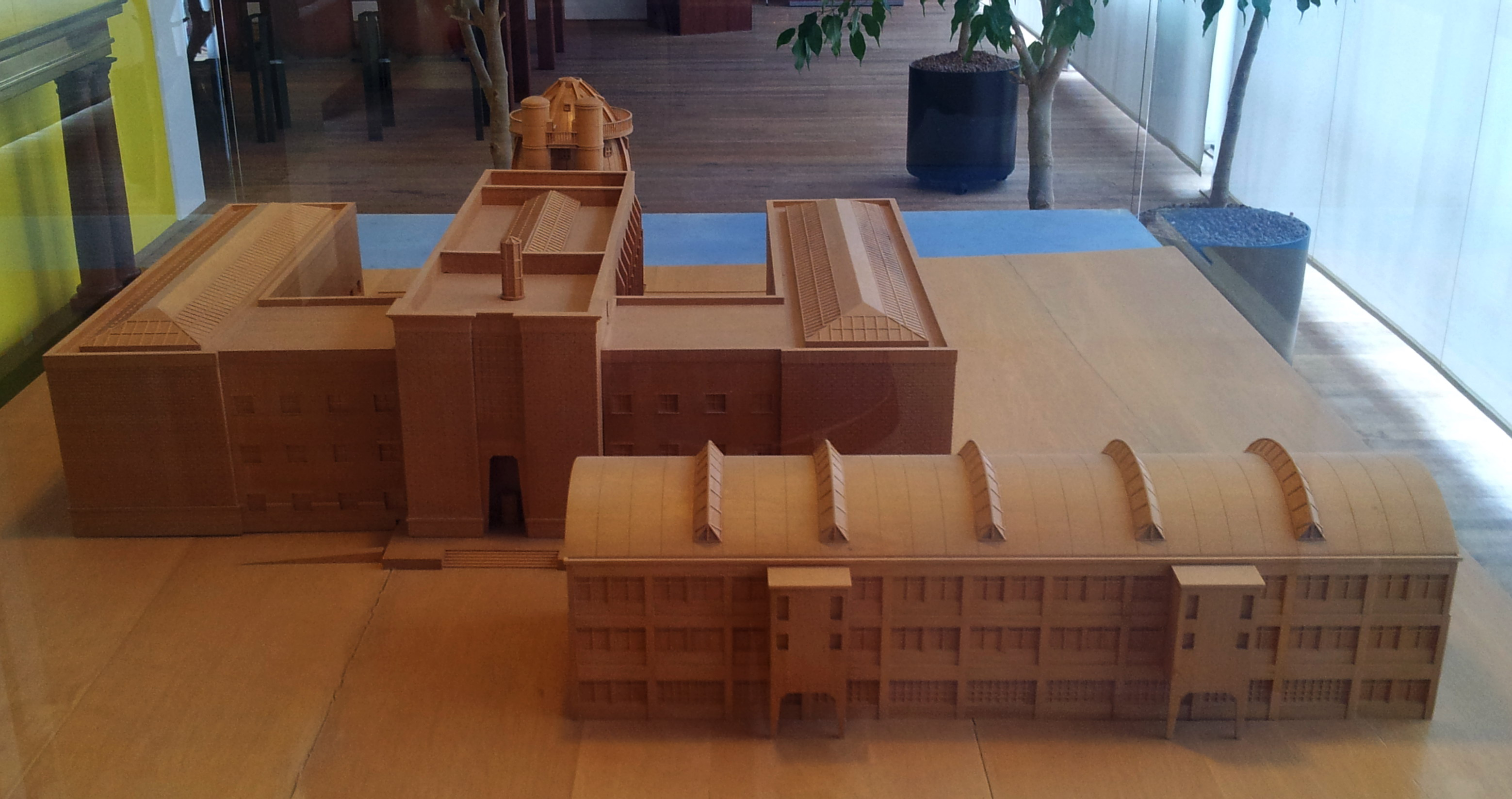
Schaalmodel van Wiebengahal en Bonnefantenmuseum door Aldo Rossi

Nadat de Société Céramique gefuseerd was met haar oude concurrent, de eveneens in Maastricht gevestigde aardewerkfabriek Koninklijke Sphinx, en geleidelijk aan steeds meer productieonderdelen naar elders verplaatst werden, raakten de meeste gebouwen op het fabrieksterrein in verval. In 1987 begon de herontwikkeling van de wijk, naar een masterplan van architect Jo Coenen. De Wiebengahal en enkele aangrenzende hallen zouden als industriële monumenten behouden worden en ingepast worden in het nieuwe Bonnefantenmuseum, dat op deze plek gepland was. Het lukte de Italiaanse architect Aldo Rossi echter niet om het hallencomplex te integreren in zijn museumplannen. Uiteindelijk werd besloten alleen de huidige Wiebengahal te behouden, wat onder meer in hield dat de Avenue Céramique met een knik zou aansluiten op de Limburglaan in Randwyck (vandaar de asymmetrische rotonde voor het Vodafonegebouw).
Een nieuwe bestemming werd niet meteen gevonden. Aanvankelijk wilde men er de archeologische collecties van het Bonnefantenmuseum in onderbrengen onder de titel "Archeologie in bedrijf", maar na onderzoek werd het gebouw klimatologisch niet geschikt bevonden. Na de restauratie in 1993 werden door museumdirecteur Alexander van Grevenstein drie verdiepingen ingericht als tentoonstellingszalen voor enkele recent verworven, zeer grote sculpturen: op de begane grond The Hours of the Day van Richard Serra, op de eerste etage Long Pyramid van Sol LeWitt en op de tweede etage La nascitá de Venere van Luciano Fabro. Al gauw bleek dat de beelden hier niet tot hun recht kwamen en verhuisden ze naar het hoofdgebouw en de binnenhoven.
In 1994 verruilde de Stichting Restauratie Atelier Limburg (SRAL) zijn huisvesting in de Abdij Rolduc voor (aanvankelijk) een halve etage in de Wiebengahal. Vanaf 2006 was een dependance van het Nederlands Architectuurinstituut, het NAiM, op de begane grond en de kapverdieping gevestigd. Later werd het architectuurcentrum verzelfstandigd en veranderde de naam in NAiM/Bureau Europa, nog later verviel de verwijzing naar het NAi in de naam. In 2013 verhuisde Bureau Europa naar de Timmerfabriek in het Boschstraatkwartier.

## Bijzonderheden
Jan Wiebenga maakte voor de hal en andere gebouwen van zijn hand, gebruik van toen vrij moderne skeletconstructies in gewapend beton, waardoor hij beschouwd kan worden als een pionier van het nieuwe bouwen in Nederland. De Wiebengahal is mede behouden voor sloop vanwege de bijzondere dakconstructie. Het dak is opgebouwd uit betonnen schaaldaken waarin dwars geplaatste glazen lichtkappen zijn aangebracht. De overspanning bedraagt 15 meter. De dikte van de betonnen schaal bedraagt in het midden 8 cm en aan de zijkanten 12 cm. Hierdoor bleef de constructie relatief licht en was het mogelijk een relatief grote overspanning te realiseren. Vooral vanwege de toegepaste open betonskeletbouw geldt de Wiebengahal als een van de vroegste voorbeelden van het nieuwe bouwen in Nederland.
De  gevelinvullingen en trappenhuizen zijn niet oorspronkelijk. Tijdens de bouw van het Bonnefantenmuseum werd de Wiebengahal gerenoveerd door Aldo Rossi en voorzien van nieuwe gevelinvullingen, noodzakelijk in verband met de afbraak van aansluitende bouwdelen en de nieuwe functie van het gebouw. De door Rossi ontworpen pui met gesloten borstwering aan de zijde van de Avenue Céramique is bij een latere aanpassing door BiermanHenket Architecten vervangen door verdiepingshoge stalen puien, die de relatie met de openbare ruimte versterken.
In 2020 gaf het Maastrichtse architectuurcentrum TOPOS het boek Mijn favoriete gebouw in Maastricht en omgeving uit. Daarin lichtten bekende en minder bekende Maastrichtenaren hun keuze voor een bepaald gebouw toe. Dierenarts en architectuurliefhebber Jo Kusters koos voor de Wiebengahal. Hij motiveerde zijn keuze als volgt: "De Wiebengahal is [ook in de aangepaste vorm] een fraaie reminiscentie aan de destijds florerende aardewerkindustrie van Maastricht. Gelukkig is er een tastbaar en markant bouwkundig relict overgebleven uit het voor Maastricht oh zo belangrijk industrieel verleden."

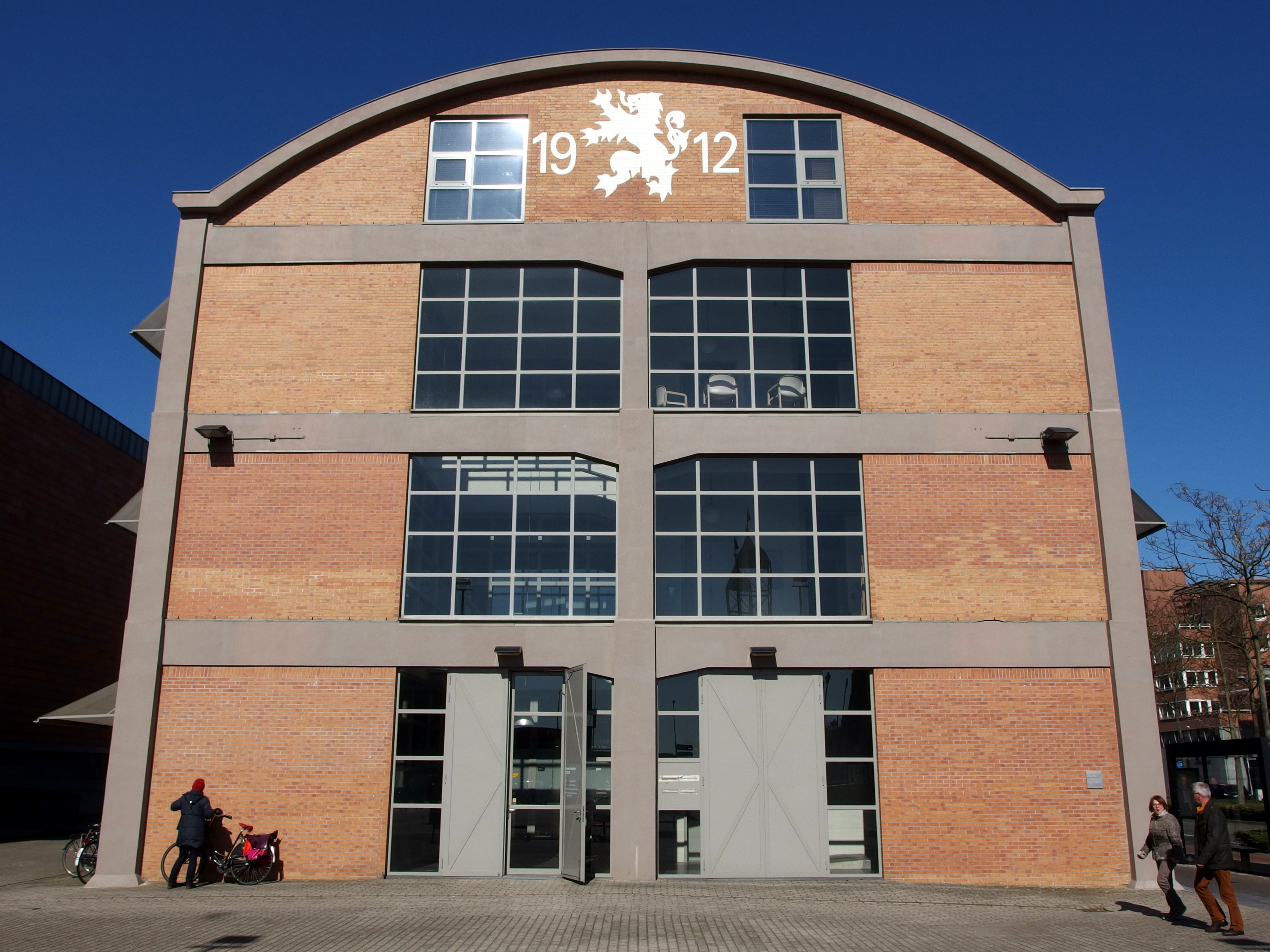
Zuidgevel
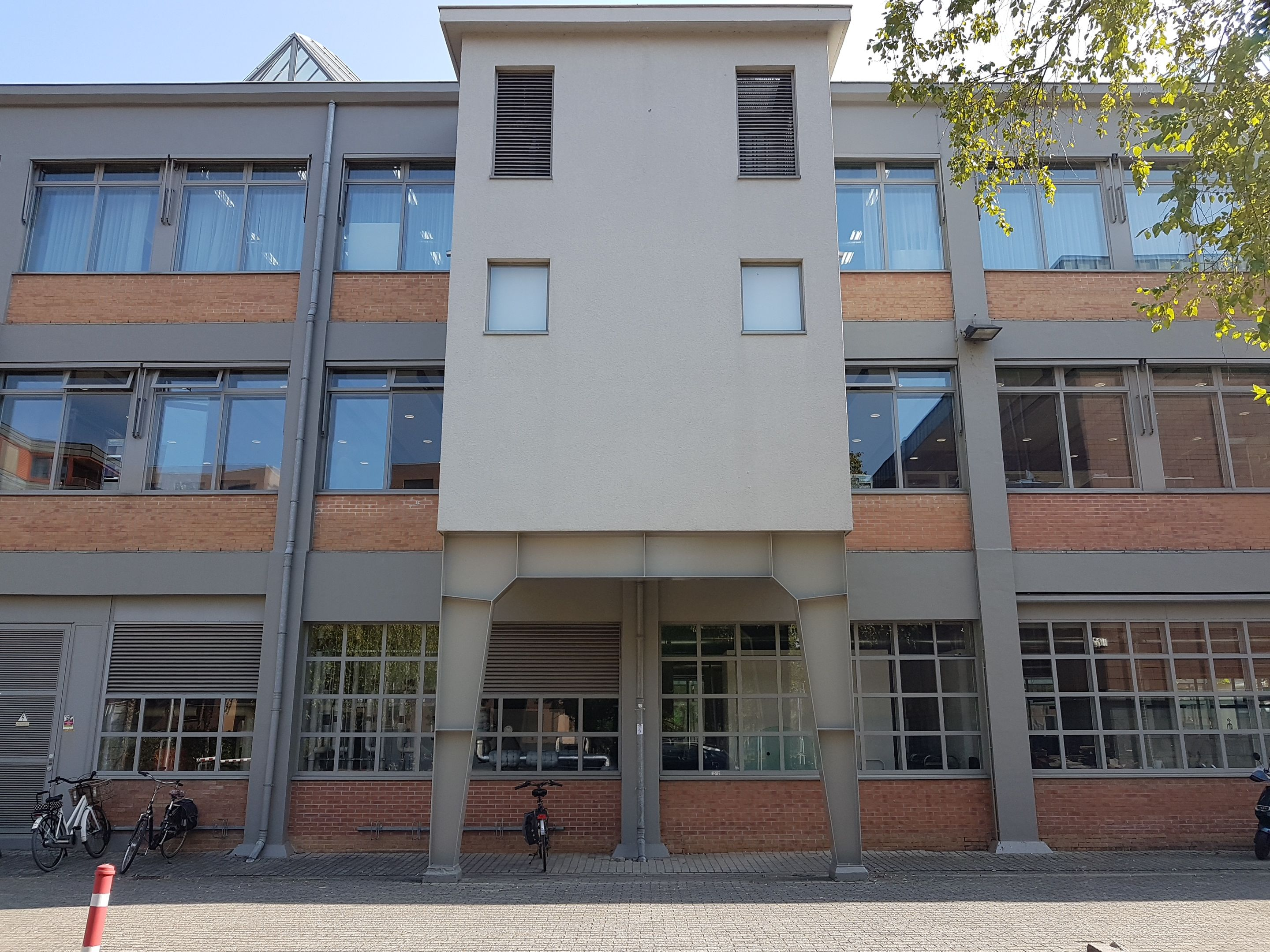
Detail westgevel
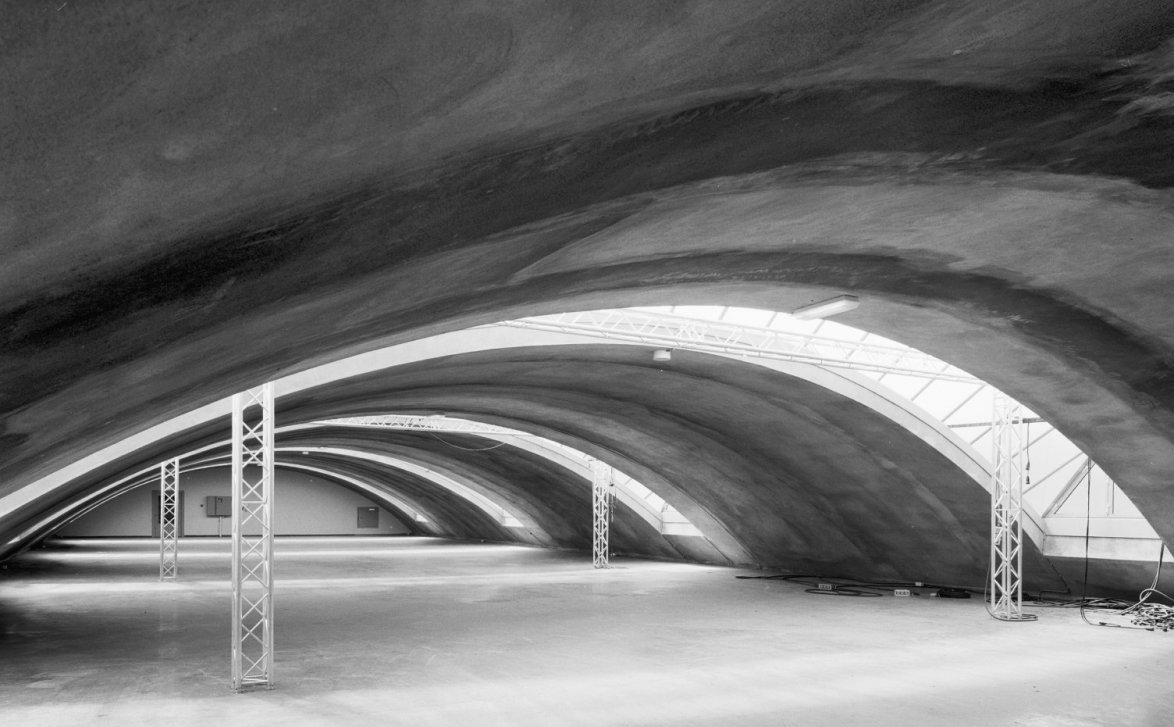
Schaaldakconstructie
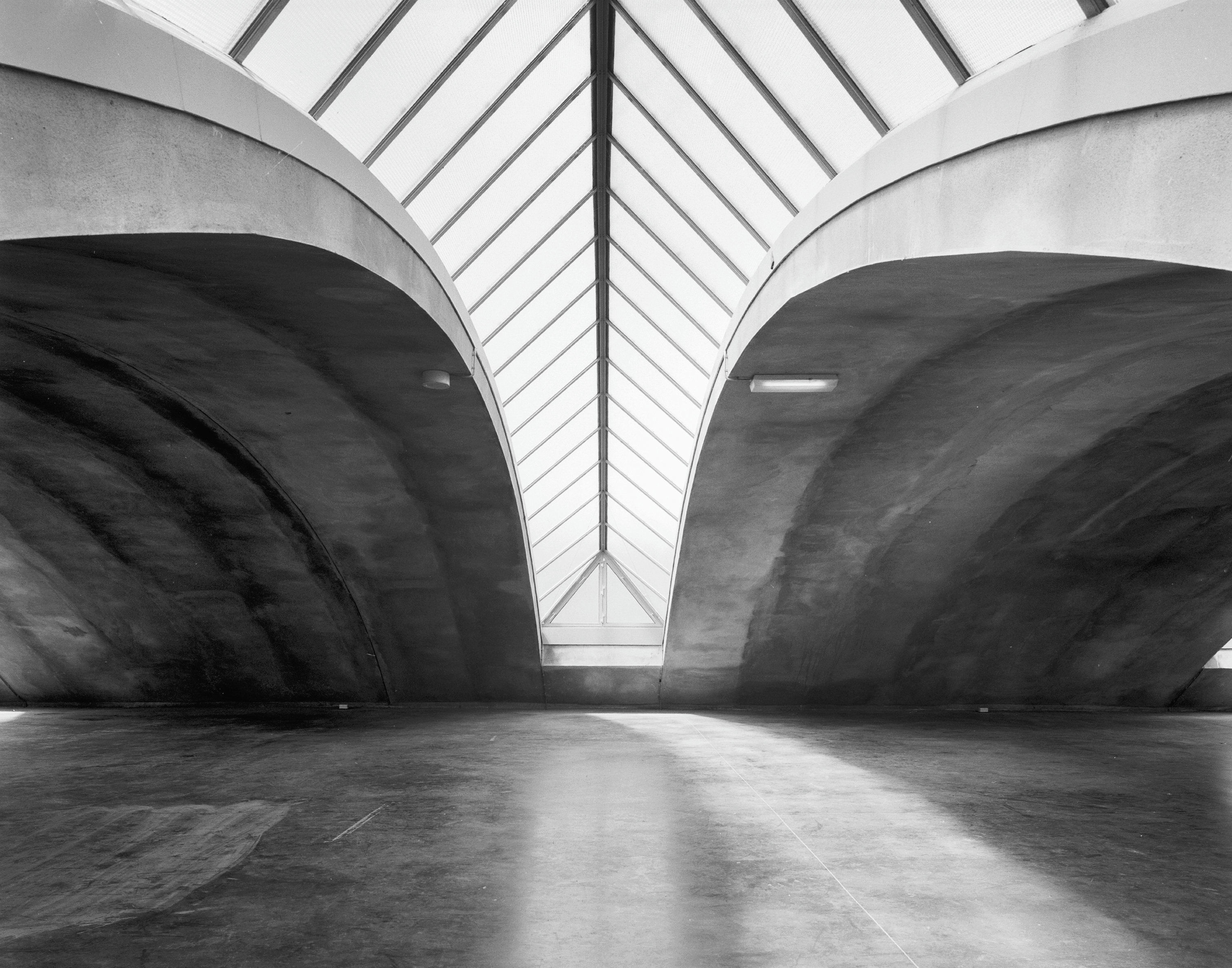
Lichtkap dakverdieping